# Brooks Adams
Brooks Adams (Quincy, Massachusetts, 24 de Junho de 1848 — Boston, 13 de Fevereiro de 1927) foi um sociólogo norte-americano, autor de: Teoria das revoluções sociais, A lei da civilização e da decadência dos povos e O novo império.